# Persea peruviana
Persea peruviana är en lagerväxtart som beskrevs av Christian Gottfried Daniel Nees von Esenbeck. Persea peruviana ingår i släktet avokador, och familjen lagerväxter. Inga underarter finns listade i Catalogue of Life.